# Castello di Eutin
Il castello di Eutin (in tedesco: Eutiner Schloss) è castello residenziale situato a Eutin, nel circondario dell'Holstein Orientale. Insieme al castello di Gottorf e di Glücksburg, appartiene ai più importanti edifici laici nel land di Schleswig-Holstein.

## Storia
Il palazzo fu costruito sul sito di un preesistente castello medievale e fu trasformato nel corso dei secoli in un edificio residenziale. Il castello originariamente apparteneva ai principi vescovi di Lubecca, in seguito divenne la residenza estiva dei Duchi di Oldenburg. Il castello fu utilizzato come residenza fino al XX secolo. Oggi il castello ospita un museo aperto al pubblico ed è di proprietà della fondazione del ramo Holstein-Gottorp del Casato degli Oldenburg, oggi guidata da Nicola (figlio ed erede di Antonio Günther di Oldenburg). L'ex giardino barocco fu convertito nel XVIII e XIX secolo in un parco paesaggistico; qui si svolge il festival di Eutin.

### Palazzina di caccia
Una palazzina di caccia tardo-barocca sull'Ukleisee appartiene al castello di Eutin. Fu costruito nel 1776 a una certa distanza dal castello principale per volere di Federico Augusto I di Oldenburg, allo scopo di fornire un padiglione a un piano per le battute di caccia e gli ospiti che partecipavano a occasioni speciali.

## Galleria d'immagini

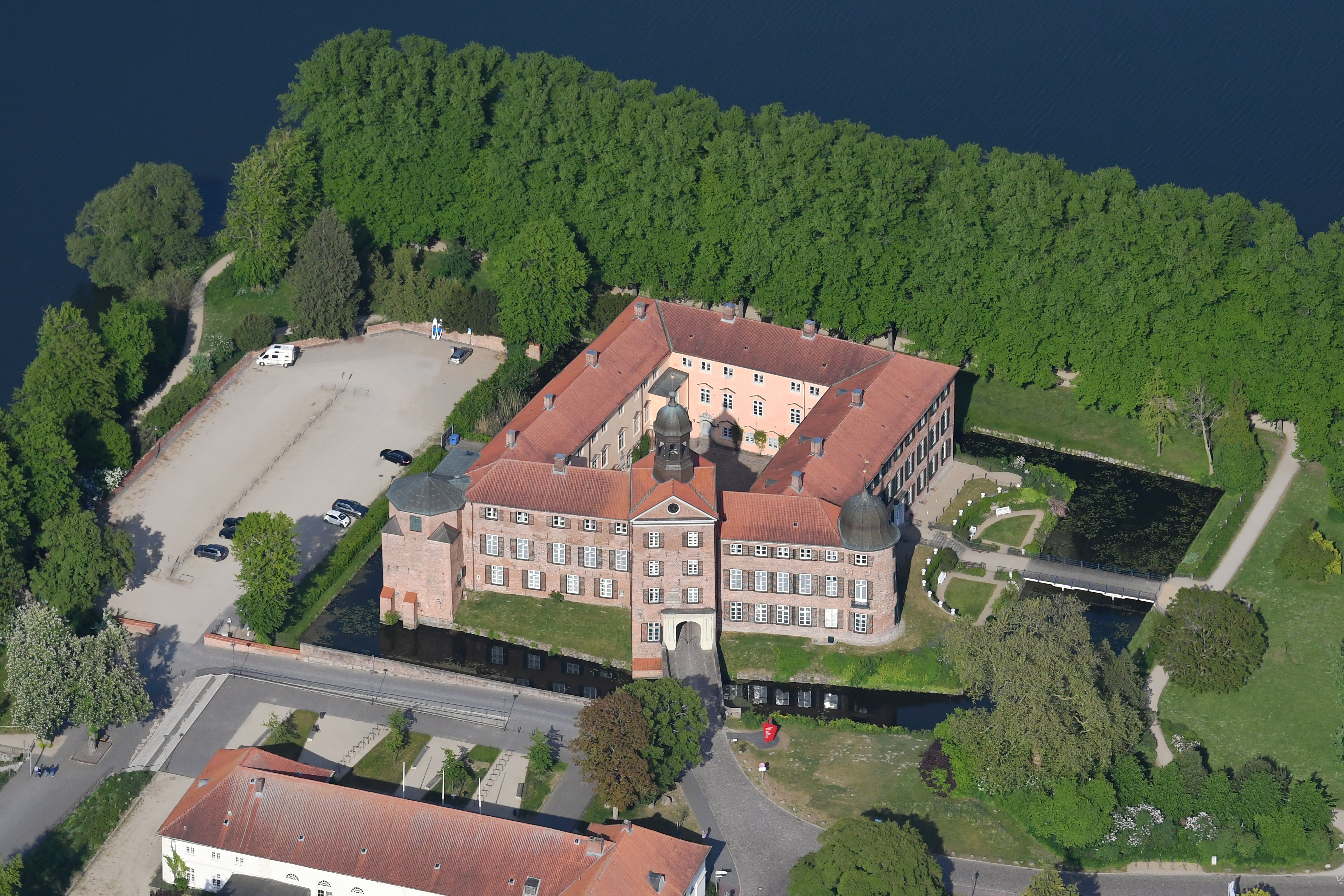
Veduta aerea del castello di Eutin
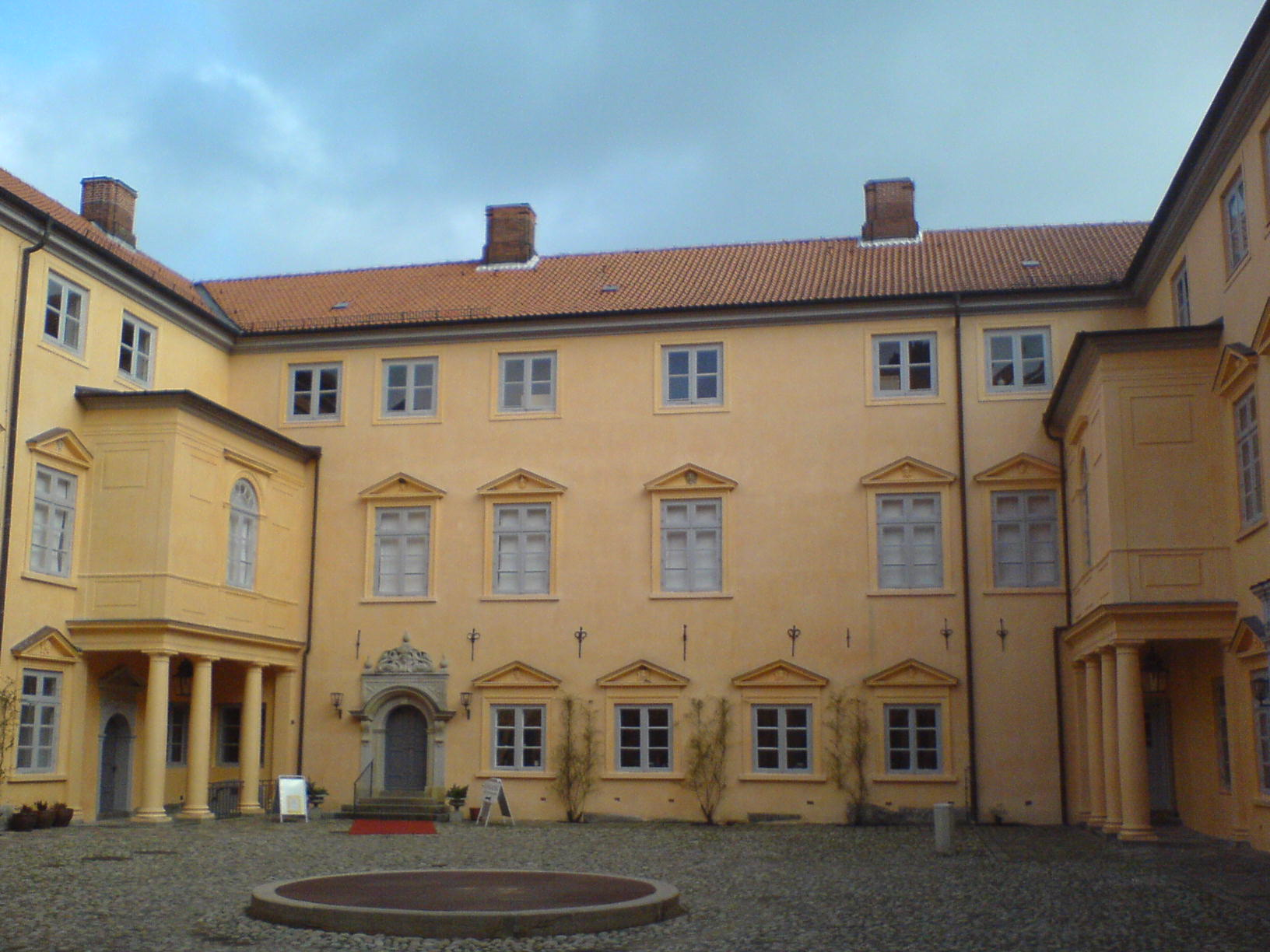
Cortile interno del castello
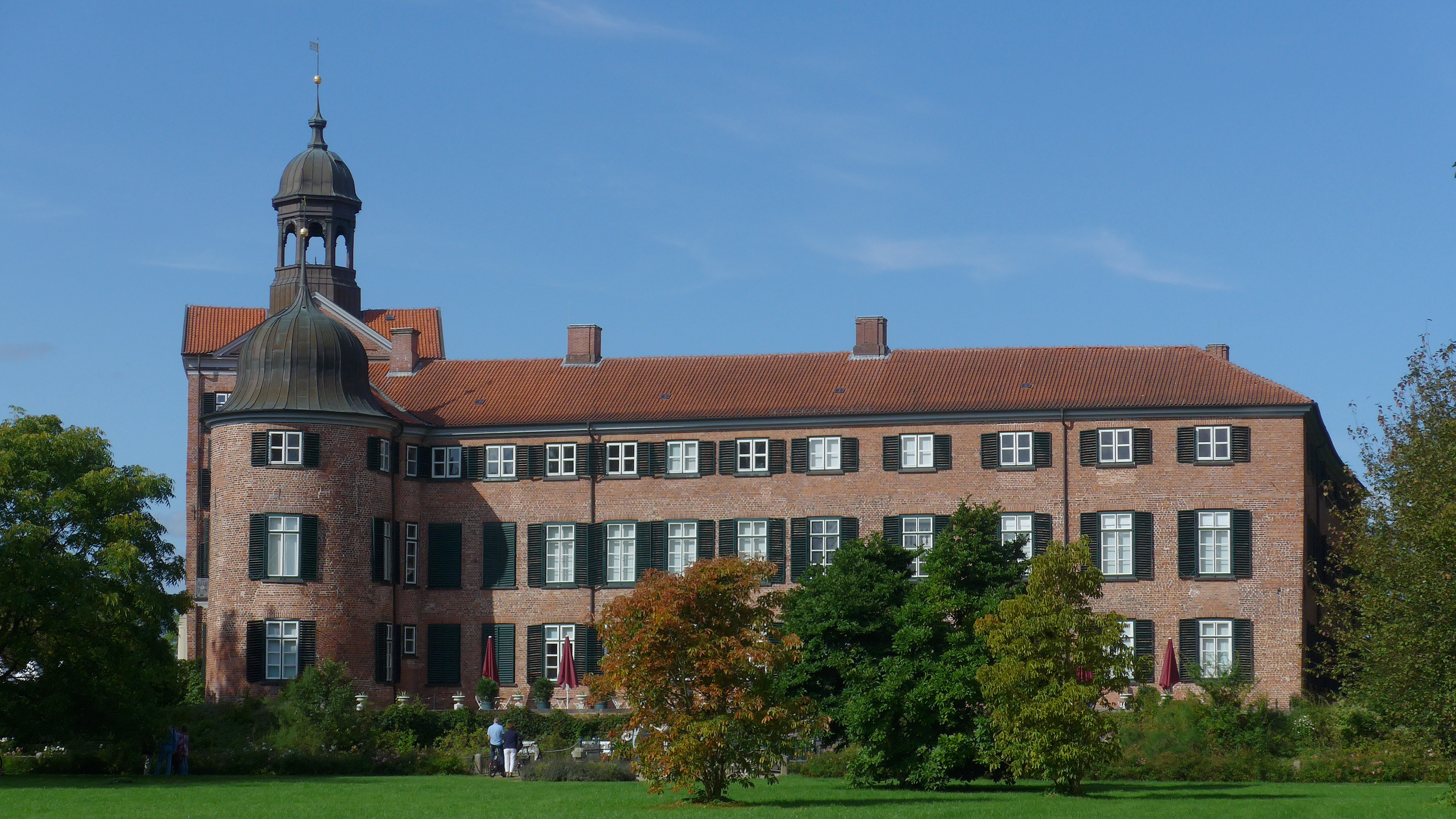
Vista laterale